# Катарія
Катарія (словен. Katarija) — поселення в общині Моравче, Осреднєсловенський регіон, Словенія. 
Висота над рівнем моря: 701,9 м.